# José Dolhem
José Dolhem, né le 26 avril 1944 à Paris, et mort le 16 avril 1988 à Saint-Just-Saint-Rambert, est un pilote automobile français.

## Biographie
Demi-frère et cousin de Didier Pironi (ils avaient le même père et leurs mères sont sœurs), de huit ans son aîné, José Dolhem fait ses débuts en sport automobile en 1964 à l'occasion de la Coupe Ford organisée par Ford France et destinée à révéler de nouveaux talents. Après avoir mis sa carrière entre parenthèses le temps de faire ses études, il retourne à la compétition en 1969 grâce à sa victoire dans le Volant Shell. Plusieurs participations irrégulières en Formule France puis Formule 3 le conduisent jusqu'aux compétitions internationales de Formule 2, où il pilote notamment pour le compte de Frank Williams puis de John Surtees.
Ses contacts avec Surtees (qui dirige alors sa propre écurie de Formule 1) lui permettent de faire ses débuts en Grand Prix à l'occasion de la saison 1974. Non qualifié au GP de France et au GP d'Italie, il parvient à gagner sa place sur la grille de départ du GP des États-Unis mais abandonne au bout d'une trentaine de tours sur ordre de son équipe à la suite de l'accident mortel de son coéquipier autrichien Helmuth Koinigg. Cela restera son unique participation à un Grand Prix de Formule 1. Les années suivantes, José Dolhem retournera en Formule 2 et participera à plusieurs reprises aux 24 heures du Mans (se classant notamment quatrième en 1978 au volant d'une Alpine A442) avant de mettre un terme à sa carrière.
Le 16 avril 1988, moins d'un an après la mort accidentelle de Didier Pironi, il se tue aux commandes d'un avion de Chaillotine Air Service à Saint-Just-Saint-Rambert (à proximité de Saint-Étienne), alors qu'il ramenait des sponsors dans le Sud de la France pour l'écurie Offshore Leader qu'il avait décidé de relancer. Il est enterré au petit cimetière de Grimaud au-dessus de la presqu'île de Saint-Tropez dans le Var, auprès de son demi-frère Didier Pironi.

## Résultats en championnat du monde de Formule 1
| Saison | Écurie                      | Châssis | Moteur      | Pneus     | GP disputés | Points inscrits | Classement |
| ------ | --------------------------- | ------- | ----------- | --------- | ----------- | --------------- | ---------- |
| 1974   | Bang & Olufsen Team Surtees | TS16    | Cosworth V8 | Firestone | 1           | 0               | n.c.       |